# Луиза Бранденбургская
Луиза Доротея София Бранденбургская (нем. Luise Dorothea Sophie von Brandenburg; 29 сентября 1680, Берлин — 23 декабря 1705, Кассель) — принцесса Бранденбургская, в замужестве наследная принцесса Гессен-Кассельская.

## Биография
Луиза — единственная дочь будущего короля Пруссии Фридриха I, родившаяся в его первом браке с Елизаветой Генриеттой Гессен-Кассельской, дочерью ландграфа Гессен-Кассельского Вильгельма VI.
31 мая 1700 года в Берлине Луиза вышла замуж за своего двоюродного брата, наследного принца Фридриха Гессен-Кассельского. Роскошные свадебные торжества продолжались в течение нескольких недель в Берлине, Ораниенбурге, Потсдаме и Касселе. Все пять лет своего замужества Луиза постоянно болела и умерла в возрасте 25 лет, не оставив потомства. Ранняя смерть супруги позволила Фридриху вступить в новый брак с Ульрикой Элеонорой Шведской и впоследствии в 1720 году взойти на шведский трон.